# Silverdale (Washington)
Silverdale és una concentració de població designada pel cens dels Estats Units a l'estat de Washington. Segons el cens del 2000 tenia 15.816 habitants.

## Demografia
Segons el cens del 2000, Silverdale tenia 15.816 habitants, 5.867 habitatges, i 4.059 famílies. La densitat de població era de 879,9 habitants per km².
Dels 5.867 habitatges en un 39,3% hi vivien nens de menys de 18 anys, en un 56,6% hi vivien parelles casades, en un 9,3% dones solteres, i en un 30,8% no eren unitats familiars. En el 22,7% dels habitatges hi vivien persones soles el 6,1% de les quals corresponia a persones de 65 anys o més que vivien soles. El nombre mitjà de persones vivint en cada habitatge era de 2,64 i el nombre mitjà de persones que vivien en cada família era de 3,14.
Per edats la població es repartia de la següent manera: un 28% tenia menys de 18 anys, un 12,2% entre 18 i 24, un 31,1% entre 25 i 44, un 19,7% de 45 a 60 i un 9% 65 anys o més.
L'edat mediana era de 32 anys. Per cada 100 dones de 18 o més anys hi havia 97 homes.
La renda mediana per habitatge era de 48.164 $ i la renda mediana per família de 54.538 $. Els homes tenien una renda mediana de 38.504 $ mentre que les dones 28.414 $. La renda per capita de la població era de 21.763 $. Aproximadament el 2,8% de les famílies i el 4,8% de la població estaven per davall del llindar de pobresa.

## Poblacions més properes
El següent diagrama mostra les poblacions més properes.